# Timothy Kopra
Timothy Lennart Kopra (født 9. april 1963 i Texas) er en NASA-astronaut.
Timothy Kopra deltog som besætningsmedlem på Den Internationale Rumstation på mission STS-127 med Endeavour. Han afløste Koichi Wakata som besætningsmedlem på ISS Ekspedition 19. Kopra skulle have deltaget på mission STS-133, men blev skadet ved et cykel uheld og blev i stedet delvis CAPCOM.